# Eduard Hessheimer

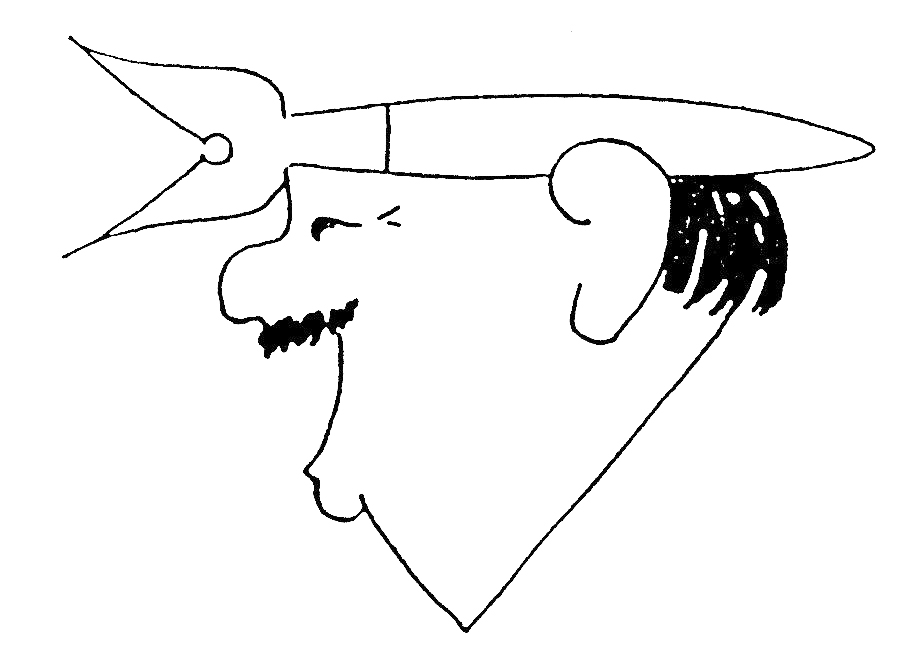
Selbstporträt Eduard Hessheimer

Eduard „Edi“ Hessheimer (* 23. November 1921 in Pressburg; † 20. Oktober 1992 in Berlin) war ein deutscher Zeichner, Karikaturist und Trickfilmgestalter.

## Leben
Eduard Hessheimer wurde in Pressburg (heute: Bratislava) im Dreiländereck Slowakei-Österreich-Ungarn geboren. Er studierte von 1938 bis 1940 an der Akademie der bildenden Künste Wien Malerei. Er wurde 1940 in die deutsche Wehrmacht eingezogen und im Zweiten Weltkrieg verwundet. Von 1951 bis 1956 studierte Hessheimer an der Hochschule für Grafik und Buchkunst Leipzig. Er arbeitete dann von 1956 bis 1960 im DEFA-Studio für Trickfilme in Dresden und von 1961 bis 1962 im DEWAG-Werbefilmstudio in Berlin. Von 1962 bis zu seinem Tod arbeitete er freiberuflich. Bekannt wurde er durch Trickfilme, Porträtzeichnungen und vor allem durch die Humorzeichnungen. Die Anregungen und Ideen fand er oft in Kaffeehäusern, wo man ihm beim Zeichnen beobachten konnte, bekannt und beliebt mit seinem Wiener Charme. Nach langer Krankheit legte er 1992 den Zeichenstift für immer aus der Hand. Sein Sohn ist der Fotograf Stefan Hessheimer.

„Ein Kymogramm ist das Röntgenbild eines sich bewegenden Organs. Eduard Hessheimer macht Humor-Kymogramme eines Organs: Des Herzens: Hessheimer wurde am 23. November 1921 in Bratislava geboren, begann 1940 an der Kunstakademie in Wien zu studieren und setzte nach dem Krieg 1951 an der Hochschule für Grafik und Buchkunst noch einmal an, sich seinen Lebenstraum zu erfüllen. Er will Trickfilmzeichner werden. Fünf Jahre später arbeitet Hessheimer im Zeichentrickfilmstudio der DEFA in Dresden; seit 1961 beim Werbefilm in Berlin. Freischaffend zeichnet er nebenher seine immer freundlichen Späße für Zeitschriften, Zeitungen und Magazine. Und weder Elbe- noch Spreewasser können sein bohemianisch-wienerisches Gemüt abwaschen. Das Kaffeehaus bleibt sein Milieu. Er sieht den Leuten auf des Herzens Grund, liebt es Bürokraten, Militärs, Gehörnte sanft zu karikieren und produziert serienweise Schneckenwitze und Elefantenwitze, erfindet kuriose grafische Kombinationen mit Verkehrszeichen, Musikinstrumenten… und baut damit unentwegt (kymografische) Luftschlösser.“

## Leistungen
Seine Arbeiten wurden in vielen Zeitschriften, Magazinen und Büchern veröffentlicht, unter anderem in Freie Welt, Für Dich, Das Magazin, NBI, Neues Leben, Elternhaus und Schule, FF dabei und Wochenpost.

## Werke
- Achtung, Weiterlachen! Hrsg.: Berlin Ministerium des Innern – Politische Verwaltung. Berlin 1983.
- Och det is Berlin. Hrsg.: Berlin Ministerium des Innern – Politische Verwaltung. 1987.
- Adam & Eva. Edition Edisohn, Groß Neuendorf 1992 (edition-edisohn.de [abgerufen am 20. April 2016]).
- DEFA-Color-Bildband Nr. 86 / 87 König Drosselbart (2. Fassung)
- DEFA-Color-Bildband Nr. 175 Die goldene Gans (2. Fassung)
- DEFA-Color-Bildband Nr. 191 Schneeweißchen und Rosenrot (2. Fassung)

## Filmografie
- 1957: Das Tintenteufelchen – Regie: Christl Wiemer
- 1958: Das Geburtstagsgeschenk – Regie: Otto Sacher
- 1959: Der Löwenschreck – Regie: Otto Sacher
- 1960: Maus und Bleistift – Regie: Otto Sacher
- 1961: Die Bewährungsfrist – Regie: Walter Später